# صندوق الضمان دي ديبو
صندوق الودائع والأمانات ((Caisse des Dépôts et Consignations (CDC) هي مؤسسة مالية فرنسية تابعة للقطاع العام تأسست عام 1816، وهي جزء من المؤسسات الحكومية الخاضعة لسيطرة البرلمان الفرنسي. غالبًا ما توصف بأنها «ذراع الاستثمار» للدولة الفرنسية،  يتم تعريفها في القانون النقدي والمالي الفرنسي على أنها «مجموعة عامة تخدم المصلحة العامة» و «مستثمر طويل الأجل». منذ عام 2017، شغل إريك لومبارد منصب الرئيس التنفيذي لها.

## الشركات التابعة
يتم تقديم جميع الشركات التابعة بنسبة ملكية في سي دي سي  ، وإذا أمكن، الدولة الفرنسية.
- بنك الاستثمار العام:

بنك الاستثمارات العامة (الدولة الفرنسية 50٪، سي دي سي 50٪): تطوير المساهمة والتمويل للشركات الصغيرة والمتوسطة
- تأمين:

لا بوست (الدولة الفرنسية 74٪ / سي دي سي 26٪): الخدمات المصرفية المحلية والبريدية
- العقارات:

1. أس أن أي 100٪: العقارات الاجتماعية
2. إكستريمو: 100٪ : تمويل تعديل الطاقة للمباني العامة
3. إيكاد 39٪: عقارات

- خدمات:

1. سي دي سي أرخينو 100٪: أرشفة البيانات الإلكترونية وحفظها على المدى الطويل
2. ترانسديف 70٪ مواصلات
3. إجيس 75٪ هندسة إنشائية
4. سست 100٪ : شركة هندسة المشاريع
5. كومباني دي ألب 40٪ : الترفيه والسكن
6. نوادي بلامبرا 34٪: أوقات الفراغ والإقامة
7. فرانس بريفيت 50٪ سي دي سي، 50٪ الدولة الفرنسية: تسييل براءات الاختراع وصندوق الاستثمار

## روابط خارجية
- Official website
- Corporate website